# North Vandergrift-Pleasant View
North Vandergrift-Pleasant View és una concentració de població designada pel cens dels Estats Units a l'estat de Pennsilvània. Segons el cens del 2000 tenia 1.355 habitants.

## Demografia
Segons el cens del 2000, North Vandergrift-Pleasant View tenia 1.355 habitants, 555 habitatges, i 386 famílies. La densitat de població era de 289 habitants/km².
Dels 555 habitatges en un 28,8% hi vivien nens de menys de 18 anys, en un 54,1% hi vivien parelles casades, en un 10,3% dones solteres, i en un 30,3% no eren unitats familiars. En el 25,6% dels habitatges hi vivien persones soles el 13,2% de les quals corresponia a persones de 65 anys o més que vivien soles. El nombre mitjà de persones vivint en cada habitatge era de 2,41 i el nombre mitjà de persones que vivien en cada família era de 2,89.
Per edats la població es repartia de la següent manera: un 21,7% tenia menys de 18 anys, un 6,1% entre 18 i 24, un 28,1% entre 25 i 44, un 23,8% de 45 a 60 i un 20,4% 65 anys o més.
L'edat mediana era de 41 anys. Per cada 100 dones de 18 o més anys hi havia 97,2 homes.
La renda mediana per habitatge era de 25.125 $ i la renda mediana per família de 34.250 $. Els homes tenien una renda mediana de 27.500 $ mentre que les dones 19.500 $. La renda per capita de la població era de 13.987 $. Entorn del 10,8% de les famílies i el 14,8% de la població estaven per davall del llindar de pobresa.

## Poblacions més properes
El següent diagrama mostra les poblacions més properes.